# Ільїн Володимир Васильович (філософ)
Ільїн Володимир Васильович (нар. 28 листопада 1949, Розважів, Іванківський район, Київська область) — український філософ, дослідник філософії економіки, історії філософії, софіології, економічної антропології. Автор понад 400 наукових праць з проблем історії філософії, софіології, інноваційного мислення, ірраціоналізму, філософії господарства.
Президент Українського філософсько-економічного наукового товариства.

## Філософське дослідження феномену грошей
Дослідження грошей як соціального феномену вперше було започатковано німецьким філософом і соціологом Георгом Зіммелем у роботі «Філософія грошей» (1900). Володимир Ільїн починає розробляти власну інтерпретацію цієї концепції в роботі «Філософія грошей», написаної у співавторстві з А. А. Мазаракі у 2004 році і розвиває в одноосібній монографії «Філософія багатства: людина у світі грошей» (2005).
У своїй концепції Володимир Ільїн вводить метафору грошей як «п'ятої стихії». На його думку, людина не відокремлює повноти свого життя від грошей, як би вона до них не ставилася. У сучасній «економічній» або «фінансовій цивілізації» феномен грошей здобуває нового виміру, відтак повинне посісти й більш важливе місце у філософії. «Філософія прагне до цілісного сприйняття світу, в центрі якого завжди перебуває людина. Сьогодні вона — у центрі світу грошей, фокусуючи на них більшість інтенцій своєї свідомості. Це новий світ, не утопічний, а реальний, створений усім ходом розвитку господарства, — зазначає філософ. — Це світ раціональних надій та екзистенційних розчарувань, і разом із тим переконансті, що гроші — „п'ята стихія“, в якій перебуває людина».
Всебічний аналіз соціального, економічного, культурного, етичного та філософського значення грошей приводять автора до висновку про те, що гроші є необхідністю соціокультурного буття (тобто — не тільки економічного). Автор аргументує це, розглядаючи гроші в предметному полі власності й багатства, в культурних взаємодіях та в культурогерменевтиці, в аксіології та в моральній свідомості, а також — через епіфеномен свободи (впроваджуючи концепцію грошей як «відчеканеної» свободи) та в сокровенності сенсу буття. У результаті аналізу всіх модусів грошей Володимир Ільїн приходить до висновку про те, що гроші можуть поставати як опредмечений результат нескінченних пошуків сенсу життя. І в цьому вбачається їхній великий сенс.

## Бібліографія

Ильин В. В. Власть и деньги (2008)

## Нагороди
- Державна премія України в галузі освіти 2013 року — у номінації «наукові досягнення в галузі освіти» за цикл наукових праць «Філософія освіти: пошук пріоритетів» (у складі колективу)[3]
- Лауреат державної премії з науки і техніки 2017 р. за роботу «Цивілізаційний вибір України і соціальний прогрес»[4]